# Alfred Lohner (Schauspieler)

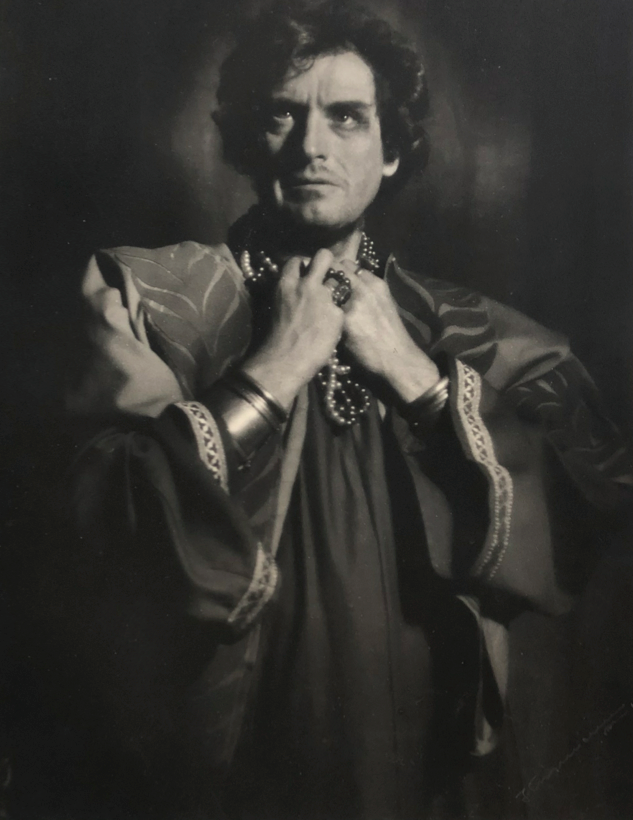
Alfred Lohner (1953),
Foto: Fred Erismann

Alfred Lohner (* 16. Juli 1900 in Basel; † 9. Dezember 1990 in Wettingen, Kanton Aargau in der Schweiz) war ein international tätiger Schweizer Schauspieler, Hörspielsprecher und Rezitator. Von 1924 bis 1933 war er Ensemblemitglied des Burgtheaters in Wien.

## Biografie
Alfred Lohner wuchs in Basel auf, besuchte hier eine Realschule und machte eine kaufmännische Lehre. Schon mit fünfzehn Jahren nahm er Schauspielunterricht, unter anderem bei Michael Isailovits, der am Basler Stadttheater als Schauspieler und Regisseur arbeitete. Hier debütierte er 1919 in der Rolle des Beaumarchais in Johann Wolfgang von Goethes Clavigo. 1921 bis 1923 war er an den Vereinigten Bühnen Barmen-Elberfeld (heute Wuppertal) tätig und wechselte dann nach Graz, wo er am dortigen Schauspielhaus arbeitete. 1924 erhielt er einen Vertrag mit dem Wiener Burgtheater, wo er in vielen klassischen Rollen vor allem Liebhaber und Helden spielte und als Nachfolger von Josef Kainz galt. Unter anderem spielte er den Mortimer in Friedrich Schillers Maria Stuart, den Romeo in Shakespeares Romeo und Julia, Leonce in Georg Büchners Leonce und Lena, den Lysander in Shakespeares Ein Sommernachtstraum und die Titelrolle in Shakespeares Hamlet, vor allem aber den Kaiser Franz Joseph I. in Hanns Sassmanns Stück 1848. Überraschend musste er jedoch, da er am 29. April 1933 wegen der Schändung minderjähriger Mädchen zu fünf Monaten schweren Kerkers verurteilt worden war, das Burgtheater verlassen.

## Die Affäre Lohner
Lohner wurde am 14. Februar 1933 verhaftet. Vorgeworfen wurden ihm sexuelle Beziehungen zu minderjährigen Schülerinnen. Ein Mäzen bot kurz nach der Verhaftung 60'000 Schilling Kaution, um Lohners Enthaftung zu erreichen, dazu kam es jedoch nicht. Und der damalige Burgtheaterdirektor Hermann Röbbeling dementierte, dass er sich schon nach Ersatz umsehe. «Wenn sich Alfred Lohners Unschuld herausstellt», sagte Röbbeling, «und er freigesprochen wird, besteht für mich keine Veranlassung, sein Fach anderweitig zu besetzen. Solange die Möglichkeit besteht, daß Lohner rehabilitiert in das Burgtheater zurückkehrt, kommt die Verpflichtung einer neuen Kraft nicht in Frage».
Im Prozess, der vom 27. bis zum 29. April 1933 in Wien stattfand, war Lohner teilweise geständig. Die Öffentlichkeit wurde vom Verfahren ausgeschlossen. Nach drei Tagen sah es das Gericht für erwiesen an, dass sich Alfred Lohner der Schändung im Sinne des Paragraphen 128 schuldig gemacht habe. Er wurde zu fünf Monaten schweren Kerkers, verschärft durch einen monatlichen Fasttag, verurteilt. Da ihm die Untersuchungshaft angerechnet wurde, war er zwei Monate später wieder frei. Die Urteilsbegründung wies auf mildernde Umstände hin, ein teilweises Geständnis, sichtlich bekundete Reue, dann die «gesteigerte Erotik infolge Veranlagung des Angeklagten», vor allem aber den «Umstand, daß Lohner infolge seiner Bedeutung als Künstler starken Werbungen von Frauen und Mädchen aller Altersstufen ausgesetzt» gewesen sei.
Noch während des Verfahrens war im Landesgericht bekannt geworden, dass die Kollegen Alfred Lohners am Burgtheater einen Bogen hatten zirkulieren lassen, auf dem sie mit ihren Unterschriften ihre Bereitschaft bestätigten, weiterhin mit ihm im Ensemble zusammenzuarbeiten. Otto Treßler, sein Kollege vom Burgtheater, trat nach dem Urteil auf ihn zu und umarmte ihn herzlich. Willi Frischauer fasste seinen Eindruck in der Wiener Allgemeinen Zeitung so zusammen: «Und Treßler kann nicht anders: er muß angesichts dieses Urteils, das ihn erschüttert, von den Bedrängnissen sprechen, denen alle Schauspieler ausgesetzt sind, wenn sie nach der Vorstellung – man muß schon sagen – in die Hände der jungen Mädchen geraten. Es gehört viel dazu, sich von dieser aggressiven Begeisterung zu befreien: ‹Wir lieben Lohner auch jetzt noch, jetzt gerade, weil er uns braucht.› Treßler sagt es und versichert, daß das ganze Burgtheater, daß jeder, der Lohner kennt, genau so denkt wie er.»
Burgtheaterdirektor Röbbeling, der sich bisher geweigert hatte, Lohners Entlassung auszusprechen, bedauerte es sehr, den talentierten Schauspieler entlassen zu müssen. Felix Salten publizierte am Tag nach dem Urteilsspruch in der Neuen Freien Presse unter dem Titel «Prozess der kleinen Mädchen» einen Artikel, in dem er ausführte, dass hier «die kleinen Mädchen» in Wahrheit die Schuldigen waren. Er vertrat die Ansicht, «daß nicht die kleinen Mädchen die Verführten sind, daß vielmehr der junge Mensch, der sich je einmal hinreißen ließ, weit eher als der Verführte oder doch ebenso sehr als der Gefangene dieses wüsten Treibens zu betrachten ist».
Für Salten war Alfred Lohner das Opfer. Das Gesetz, so Salten, habe ihn dafür bestraft. Man frage sich allerdings, ob es das wert gewesen sei, die «Burgtheaterexistenz dieses Künstlers zu vernichten».

## Weitere Karriere
Alfred Lohner wurde schon im August desselben Jahres 1933 vom Theater in Mährisch-Ostrau engagiert und konnte seine Karriere – zwar nicht am Burgtheater, aber doch an bedeutenden Bühnen des deutschen Sprachraums – fortsetzen. In der Schweiz wurde der «Fall Lohner» überhaupt nicht zur Kenntnis genommen. Auch in keinem der späteren Lexikoneinträge und Nachrufe war je etwas von der «Affäre» im Jahr 1933 zu lesen. Er absolvierte in der Folge zahlreiche Gastspiele an deutschen Bühnen in der Tschechoslowakei, aber auch in Polen, Holland, Serbien, Ungarn und vor allem am Deutschen Theater Prag und gastierte 1934/35 am Schauspielhaus Zürich sowie an den Münchner Kammerspielen.
Ab 1938 spielte er hauptsächlich am Stadttheater Bern, meist Titel- oder Hauptrollen in den Dramen grosser Klassiker. 1947–1948 gastierte er erstmals nach der Affäre wieder am Burgtheater in Wien. Neben zahlreichen Tourneen übernahm er Gastverpflichtungen beispielsweise in Athen, Delphi, 1957 in Graz, 1958 in Bonn, dann auch in Paris. Ab den 1960er Jahren wurde er häufig von Radio, Film und Fernsehen engagiert, nahm Schallplatten auf und begann eine intensive Rezitationstätigkeit.

## Hörspiele (Auswahl)
- 1956: Reinhold Schneider: Innozenz und Franziskus (Guido v. Präneste) – Bearbeitung und Regie: Herbert Spalke (Hörspielbearbeitung – ORF)
- 1957: Valentin Gitermann: Ulrich Zwingli (Konrad Grebel) – Regie:	Walter Wefel (Hörspiel – DRS)
- 1958: Georges Simenon: Der Minister (nach Maigret und der Minister) (Mascoulin) – Regie:	Albert Rösler (Hörspielbearbeitung, Kriminalhörspiel – DRS)
- 1959: Josef Martin Bauer: Der schwarze Anzug (Wirtschaftsminister) – Regie: Nicht angegeben (Original-Hörspiel – DRS)
- 1963: Ludwig Thoma: Moral (Otto Wasner, Gymnasiallehrer) – Bearbeitung und Regie: Werner Hausmann (Hörspielbearbeitung – DRS/SR)
- 1963: Richard Beer-Hofmann: Jaakobs Traum (Stimme) – Regie: Willy Trenk-Trebitsch (Hörspielbearbeitung – HR/NDR/DRS)
- 1963: Rolf und Alexandra Becker: Mein Name ist Paul Cox (5 Teile) (Sir Arthur Lenner) – Regie:	Hans Hausmann (Originalhörspiel, Kriminalhörspiel – DRS)
- 1965: Walther Franke-Ruta: Zirkus Nero – Regie:	Werner Hausmann (Originalhörspiel – DRS)

Quellen: ARD-Hörspieldatenbank (deutsche Co-Produktionen), OE1-Hörspieldatenbank (ORF-Produktion), Internetdatenbank HörDat (DRS-Produktionen)

## Auszeichnungen
- 1952 Ehrenmitglied der griechischen Nationaltheater (für die Titelrolle in Aischylos’ Der gefesselte Prometheus)